# Highland Games

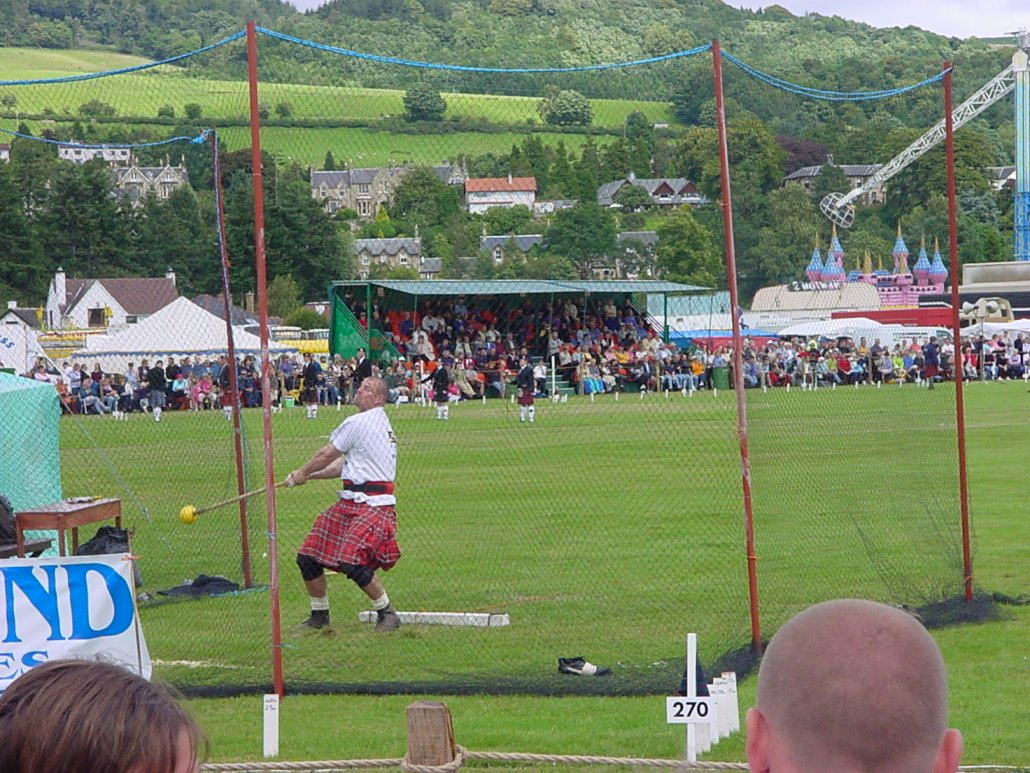
Highland Games in Stirling: Hammerwerfen

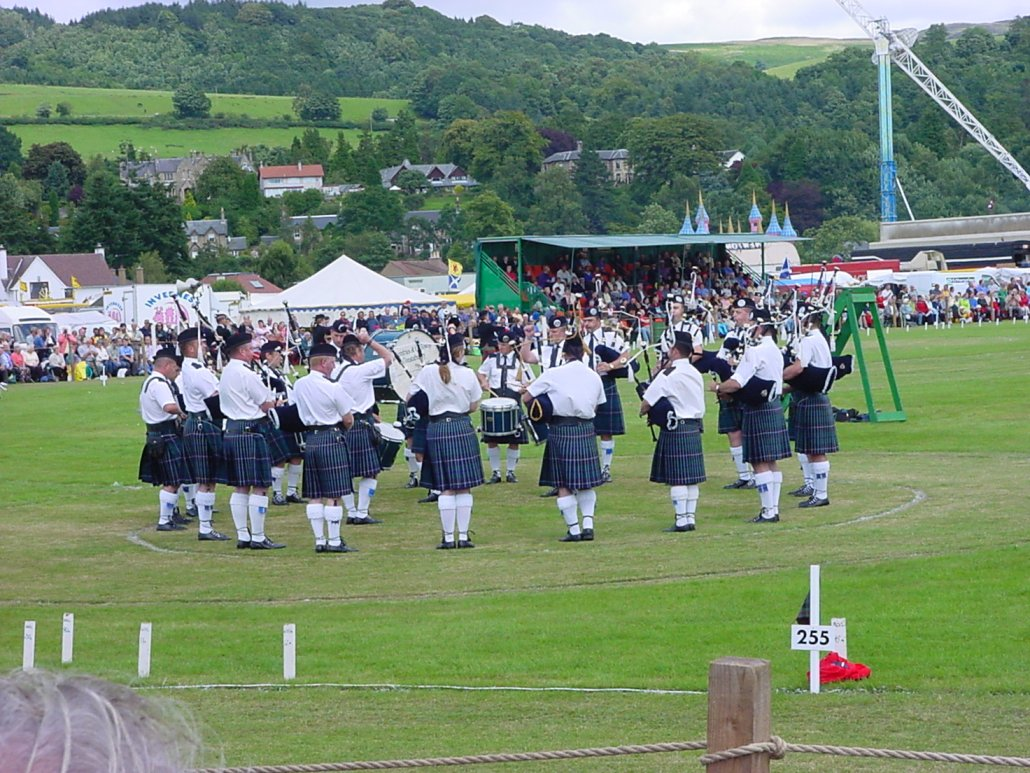
Highland Games in Stirling: Dudelsack-Wettbewerb

Die Highland Games sind traditionelle Veranstaltungen mit sportlichen Wettkämpfen. Sie waren ursprünglich Bestandteil der Treffen (Gatherings) schottischer Clans in den schottischen Highlands. Dort sind sie auch heute zu Hause, finden sich aber auch weltweit überall, wo sich Schotten angesiedelt haben. Die Highland Games werden von traditioneller Musik, besonders dem Dudelsackspiel, und Tänzen begleitet. Auch hierbei werden Wettkämpfe ausgetragen. Die Spiele sind ein Volksfest für die gesamte Gesellschaft und locken regelmäßig hunderttausende Touristen an.
In Schottland gibt es jährlich bis zu 100 Highland Games, die durch die Scottish Highland Games Association (SHGA) organisiert werden. Die bekanntesten Spiele finden alljährlich am ersten Samstag im September in Braemar statt, das Braemar Gathering. Dieses steht unter der Schirmherrschaft des jeweiligen britischen Monarchen, dessen traditioneller Sommersitz das nahegelegene Balmoral Castle ist. Königin Elisabeth II. war in den 70 Jahren ihrer Regentschaft fast immer anwesend. 2020 und 2021 wurde das Gathering aufgrund der COVID-19-Pandemie im Vereinigten Königreich abgesagt. Am 3. September 2022 blieb sie aus gesundheitlichen Gründen der Veranstaltung fern.
Weltweit werden Highland Games von der International Highland Games Federation (IHGF) organisiert; diese veranstaltet seit 1980 auch Weltmeisterschaften.
Die Highland Games stammen angeblich aus der Zeit der keltischen Könige in Schottland. Sie wurden der Legende nach ausgetragen, um die stärksten und schnellsten Männer Schottlands zu finden, die dann oft für den König Leibwächter und Boten oder Krieger wurden. Auch Frauen dürfen bei den Highland Games mitmachen.

## Disziplinen
Die Wettbewerbe werden bei SHGA-Games in folgenden Disziplinengruppen ausgetragen:
| - Cycling - Tug-o-War | - Wrestling - Light Field Events - Hill Race | - Solo Piping - Pipe Band Contest - Highland Dancing |

Bei den Highland Games gibt es über 50 verschiedene Sportarten.

### Heavy Events

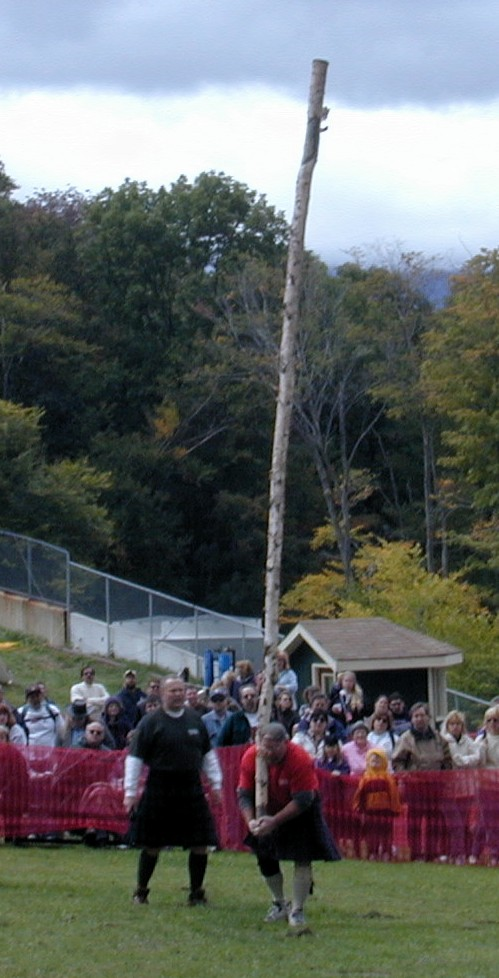
Beim Baumstammwerfen

Neben den zahlreichen Wettbewerben haben sich die sportlichen „Heavy Events“ mit schweren Gewichten zu den berühmtesten Disziplinen entwickelt. In einigen Fällen werden dabei unterschiedliche Gewichtsklassen (A-Heavy, B-Heavy und Frauen) verwendet. Zudem wird nach Einzel- und Mannschaftssport unterschieden. Es gibt kulturelle Unterschiede in den Heavy Events und Abweichungen in anderen Ländern zu den traditionellen schottischen Varianten.

#### Baumstammwerfen
Beim Caber Toss bzw. Tossing the Caber wird ein Baumstamm mit dem dickeren Ende nach oben aufrecht gehalten. Der Werfer versucht den Stamm so hochzudrücken, dass er mit dem dicken Ende zuerst aufkommt und anschließend in eine Zwölf-Uhr-Position fällt (in gerader Linie weg vom Werfer). Die Größe des Baumstamms kann sehr unterschiedlich ausfallen, in Schottland wird traditionell ein knapp sechs Meter langer Stamm einer Lärche mit einem Gewicht von 79 kg (175 lb) verwendet. Bewertet wird die Schwierigkeit des Wurfes und die anschließende Lage.

#### Baumstammziehen
Eine Baumstammhälfte, die an einem Seil befestigt ist, wird über eine vorgegebene Strecke (ca. 15 m) gezogen und wie beim Staffellauf an das nächste Teammitglied weitergeben. Die Wendepunkte dürfen nicht mit der Hand berührt werden. Sollten sie doch berührt werden, werden fünf Strafsekunden hinzugerechnet.

#### Baumstammslalom
Hierbei versucht das Team mit einem Baumstamm möglichst schnell einen Slalom-Hindernisparkour zu absolvieren. Alle Teammitglieder müssen über die gesamte Laufzeit den Stamm berühren. Der Lauf kann zweimal wiederholt werden. Der beste Lauf zählt für die Punktwertung. Für jedes Loslassen werden fünf Strafsekunden hinzugerechnet.

#### Gewichtweitwurf
Beim Weight for distance wird ein Gewicht einarmig aus dem Stand auf ein Zielfeld geworfen. Jede Art von Drehbewegung ist erlaubt. Jeder Teilnehmer hat drei Versuche, wovon der beste gewertet wird.

#### Gewichthochwurf
Bei der Disziplin Weight for height oder Weight over bar wird ein Gewicht rückwärts und einarmig über eine vorgegebene Höhe geworfen. Jeder Teilnehmer hat drei Versuche, wovon der beste Versuch gewertet wird.

#### Steinstoßen
Das Stone Put bzw. Putting the Stone ist sehr ähnlich dem olympischen Kugelstoßen. Anstatt einer eisernen Kugel wird jedoch ein Stein unterschiedlicher Größe verwendet. Der traditionell „Braemar Stone“ wiegt dabei 20–26 lb (acht bis elf Kilogramm), der aus einer stehenden Position geworfen wird. Frauen verwenden auch 13–18 lb, und es gibt Disziplinen mit einer erlaubten Drehung / einem Anlauf, die mit weniger Gewicht durchgeführt wird.

#### Stein der Männlichkeit
Hierbei wird ein schwerer Stein bzw. eine schwere Steinkugel vom Boden aufgehoben und auf ein Podest gelegt. Fällt das Gewicht vorher zu Boden, ist erneut von der Startposition zu beginnen. Es werden drei Gewichte zur Auswahl gestellt, die verschiedene Punkte einbringen. Frauen haben weniger schwere Steine als Männer.

#### Hammerwerfen
Der Scottish Hammer oder Throwing the Hammer ist sehr ähnlich dem olympischen Hammerwurf. Bei den Highland Games ist der eiserne Block allerdings an einem tatsächlichen Hammerstiel mit 4 Fuß (1,2 m) Länge befestigt.

#### Axtwerfen
Hierbei wirft jeder Athlet dreimal die Axt auf eine runde Zielscheibe mit fünf Zielkreisen. Der beste Wurf zählt zur Wertung.

#### Tauziehen

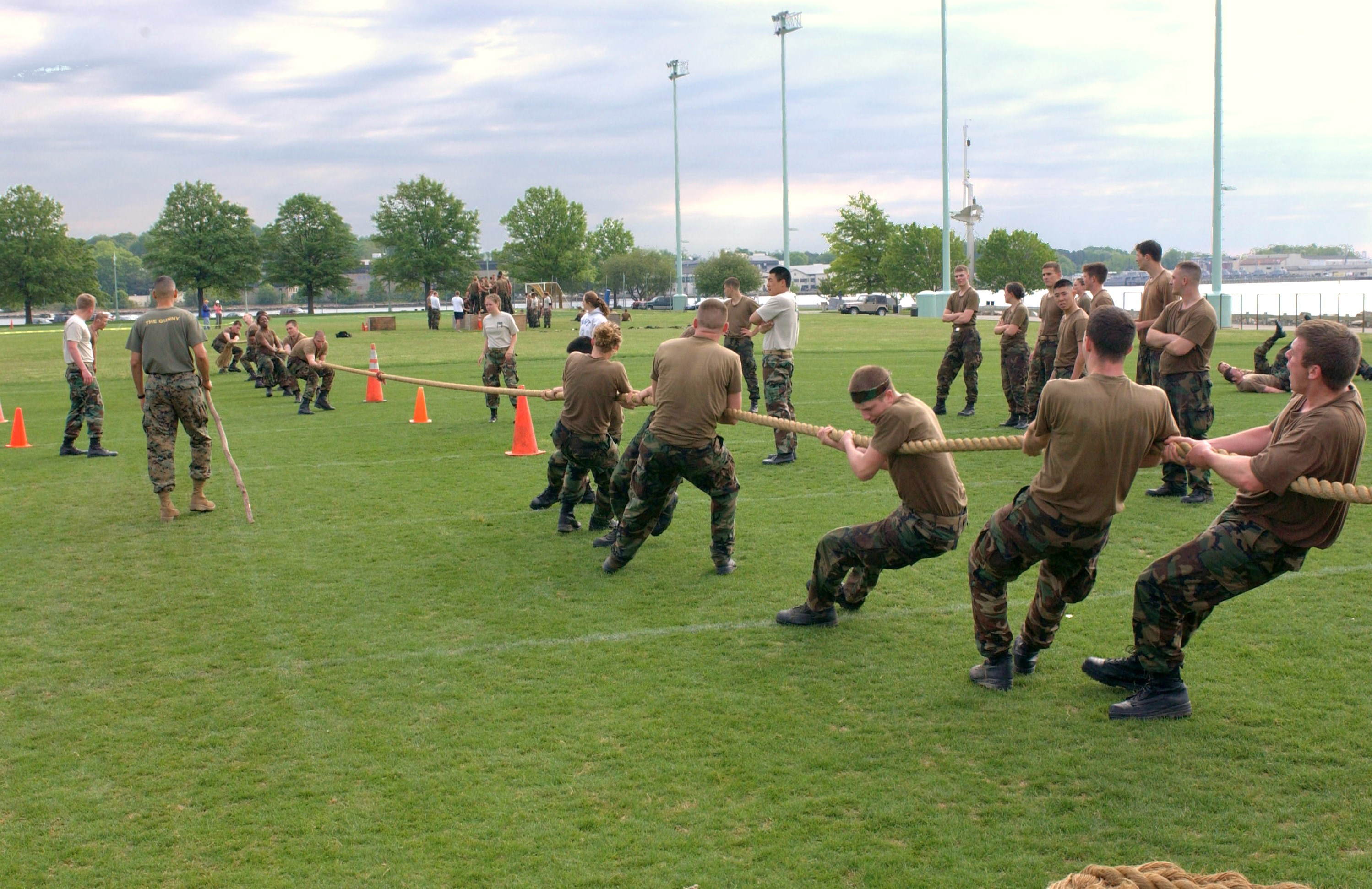
Tauziehen

Beim Tauziehen (Tug-o-War) ziehen die beiden Mannschaften, die sich jeweils auf der gegenüberliegende Seite am Seil befinden, in die entgegengesetzte Richtung am Seil. Sieger ist die Mannschaft, die das Seil bis zu einer festgelegten Marke auf ihre Seite zieht.

#### Koffertragen
Zwei kofferähnliche Gewichte werden in maximal fünf Runden über eine Strecke von 30 Metern getragen. Eine Runde bringt hierbei zwei Punkte ein. Es ist erlaubt stehenzubleiben und jeder Teilnehmer hat zwei Versuche.

#### Heusack-Hochwurf
Beim Heusack-Hochwurf wird versucht den Heusack mit einer Mistgabel möglichst hoch zu werfen. Hierfür werden Messlinen eingesetzt, die für die Punktzahlen stehen.

#### Heusack-Weitwurf

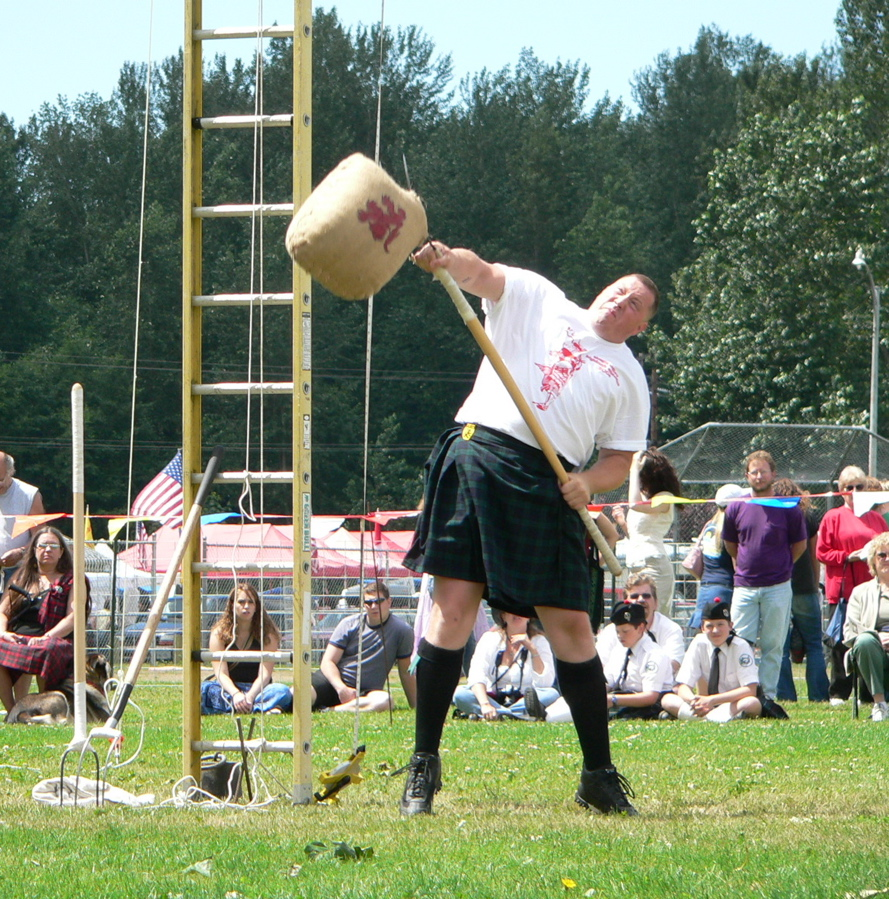
Heusack-Weitwurf

Beim Heusack-Weitwurf (sheaf toss) wird versucht den Heusack mit einer Mistgabel möglich weit zu werfen. Typisches Gewicht sind 7 kg.

#### Hufeisenwerfen
Hierbei wird versucht Hufeisen aus Entfernung auf einen markierten Bereich zu werfen.

#### Fassrollen
Bei dieser Disziplin muss ein gefülltes Fass von zwei Mitgliedern einmal um eine Wegstrecke gerollt werden. Danach wird das Fass an die anderen Teammitglieder weitergeben, die das Fass in die Gegenrichtung rollen. Nach drei Runden wird die Zeit gestoppt und das schnellste Team erhält die meisten Punkte.

## Wettbewerbe außerhalb des schottischen Kulturbereichs
Auch in Deutschland, Österreich und der Schweiz – hier mit lizenzierten schottischen Kampfrichtern – werden seit einigen Jahren Highland Games durchgeführt.
In Deutschland sind die Athleten im vergibt der Deutschen Highland Games Verband (DHGV) organisiert, der 2023 im Deutschen Rasenkraftsport- und Tauziehverband (DRTV) aufging. Der Verband vergibt seit 2009 jedes Jahr die offiziellen deutschen Meisterschaften für Einzelwettkämpfer (A-Heavys und Frauen) an einen Veranstalter (2009: Angelbachtal, 2010: Machern). Vor 2009 bezeichneten die Veranstalter in Machern ihre Highland Games als Deutsche Meisterschaften.
Die Internationalen Highland-Games werden unter der Schirmherrschaft der britischen Botschaft ausgetragen und gelten als die größte schottische Veranstaltung in Deutschland. 2012 zogen die Highland-Games aus Platzgründen und aufgrund der Bodenverhältnisse in Machern in das Schloss und den Park Trebsen. Die ersten deutschen Meisterschaften für Mannschaften wurden am 4. September 2010 in Rüsselsheim auf den Mainland Games ausgetragen. Für das Jahr 2010 wurden in Deutschland 28 Highland Games angekündigt.
Die in Deutschland ausgetragenen Mannschaftsbewerbe erfreuen sich bei Teilnehmern und Zuschauern großer Beliebtheit. An einem Tag werden hier viele Bewerbe ausgetragen: ein Mix aus schottischen Heavy Events, Strongman Bewerben und Geschicklichkeitsbewerben wie Hufeisenwerfen oder Baumstammslalom. Die verwendeten Geräte sind allerdings leichter als bei den Original-Events.
In Österreich fand zwischen 2006 und 2013 jedes Jahr der Austrian Highlander Cup (AHC) statt, bei dem der Austrian Highlander of the year gesucht wird. Es werden die Einzelergebnisse für Baumstammwerfen, Gewichtweitwurf, Gewichthochwurf und Down a pint von gewählten Highland Games herangezogen. Für das Jahr 2011 wurden die Tyrolean Highlander Games, Langenzersdorfer Highland Games, Vienna Highland Games und die Veitscher Highland Games gewählt. Insgesamt finden in Österreich jährlich 15 bis 20 Highland Games nach AHC-Regeln statt, die als Teambewerbe ausgetragen werden. Die Einzelwertung wird aus jeweils 3 Bewerben herausgerechnet. Die dort ausgetragenen Bewerbe sind nur teilweise den sonst international üblichen Heavy-Events ähnlich und werden meistens mit leichteren Wurfgeräten ausgetragen. Im Rahmen der AHC Bewerbe gibt es auch einige Bewerbe die keine Heavy Events sind wie z. B. Bier-Schnelltrinken und Eierweitwerfen. In den Teambewerben kommt auch Seilziehen zur Austragung.
Diesen Mix aus schottischen und österreichischen Bewerben (die originellen kärntnerischen Highland Games) etablierte eine Gruppe aus Kärnten bereits 1984. Der First-Carinthian-Highland-Club veranstaltet seine Classic Games noch immer jährlich im September.
Die AHGF (Austrian Highland Games Federation) veranstaltet jedes Jahr gemeinsam mit verschiedenen lokalen Ausrichtern international übliche Heavy Events mit den vorgegebenen Wurfgeräten und Wurfgewichten in Österreich. 2011 wurden in Wien-Stadlau erstmals österreichische Meistertitel für A-Heavys, B-Heavys und Frauen vergeben. Die AHGF ist ein von der IHGF (International Highland Games Federation) anerkannter Verband. Die stärksten Athleten der AHGF gingen 2011 auch erstmals bei internationalen Meisterschaften der IHGF an den Start. Das erste schottische Heavy Event in Österreich wurde 2005 in Wien-Stadlau ausgetragen und findet seither jährlich statt. Die ersten beiden Wettkämpfe (2005, 2006) konnte der österreichische Strongman Ralf Ber gewinnen. Das bisher stärkste internationale Feld war 2015 in der Seestadt Aspern bei den internationalen österreichischen Meisterschaften am Start. Die ersten drei Plätze gingen an Gäste aus dem Ausland.
In der Schweiz werden die Highland Games Schweizer Meisterschaften jährlich in St. Ursen durchgeführt. Die sportlichen Disziplinen sind Steinstossen, Gewichthochwurf, Baumstammwerfen und Gewichtweitwurf. Daneben finden noch Dudelsack-Wettkämpfe statt.
Auch in Südtirol werden seit 2006 Highland Games durchgeführt.
Auf der schwedischen Insel Gotland findet nach Art der Highland Games die Olympiade von Gotland mit ähnlichen Disziplinen statt.
Um schottische und ostfriesische Kultur zu vereinen, finden in Großheide seit 2017 jährlich die Highland Games Ostfriesland statt, die von der gemeinnützigen Scotland & Moor GbR und der Gemeinde Großheide organisiert werden. Hierbei handelt es sich um eine freizeitsportliche Veranstaltung, welche die Highland Game-typischen Disziplinen wie Tossing the Caber, Putting the Stone, Throwing the Sheaf und Baumstammslalom mit Disziplinen mischt, die dem einheimischen Kulturkreis entlehnt sind. Es handelt sich hier um Gummistiefelzielwerfen oder die „Verrückte Tee-Party“. Zudem werden ostfriesische und schottische Spezialitäten angeboten. Neben Live-Musik verschiedener Folk-Bands gehören Celtic Dance sowie Pipes & Drums zum regelmäßigen Programm.

## Meisterlisten aus Deutschland, Österreich und der Schweiz
Deutschland:
- Deutsche Meisterschaften der Einzelstarter

| Jahr | Ort              | Männer A-Heavys  | Frauen             | Master Männer | Master Frauen      | Junioren        |
| ---- | ---------------- | ---------------- | ------------------ | ------------- | ------------------ | --------------- |
| 2014 | Oßweil/Netze     | Daniel Dorow     | Michaela Pennekamp | Andy Deuschle | Michaela Pennekamp | Leon Schwan     |
| 2013 | Trebsen          | Daniel Dorow     | Sylvana Bomholt    | Andy Deuschle | Michaela Pennekamp | Luca Tagliarina |
| 2012 | Bundesliga Serie | David Frey       | Raffaela Büscher   |               |                    |                 |
| 2011 | Ossweil          | Uli Müller       | Michaela Pennekamp |               |                    |                 |
| 2010 | Angelbachtal     | Gunnar Pfingsten | Michaela Pennekamp |               |                    |                 |

- Deutsche Meisterschaften der Teams (offiziell seit 2010)

| Jahr | Männer                           | Frauen                      |
| ---- | -------------------------------- | --------------------------- |
| 2023 | Paradise Punks (Grefrath)        | -%-                         |
| 2022 | Paradise Punks (Grefrath)        | Haard Breaker (Haard)       |
| 2019 | Paradise Punks (Kempen/Grefrath) | Black Widows (Nettetal)     |
| 2018 | Paradise Punks (Kempen)          |                             |
| 2017 | Dragon Fighters (Hamm)           |                             |
| 2016 | Paradise Punks (Kempen)          |                             |
| 2015 | Paradise Punks (Kempen)          |                             |
| 2014 | Stoneheads (Nettetal)            | Nic Williams (Raunheim)     |
| 2013 | Celtic Warriors (Raunheim)       | Spleen Queens (Krefeld)     |
| 2012 | to be Strong (Barsinghausen)     | Spleen Queens (Krefeld)     |
| 2011 | Dragon Fighters (Hamm)           | Stoneflowers U18 (Nettetal) |
| 2010 | Dragon Fighters (Hamm)           | Nic Williams (Raunheim)     |

Österreich Meisterschaften (seit 2011 von AHGF durchgeführt):
| Jahr | Ort  | Internationale Wertung  | Männer A-Heavys (Österr.) | Männer B-Heavys      | Frauen              |
| ---- | ---- | ----------------------- | ------------------------- | -------------------- | ------------------- |
| 2016 | Wien | nicht stattgefunden     | Martin Schiller           | nicht stattgefunden  | nicht stattgefunden |
| 2015 | Wien | Vladislav Tuláček (CZE) | Martin Schiller           | David Kirchmayr      | nicht stattgefunden |
| 2014 | Wien | Attila Szabo (HUN)      | Martin Schiller           | Lukas Prettenthaler  | Sonja Spendelhofer  |
| 2013 | Wien | nicht stattgefunden     | Gerhard Zillner           | Florian Stadelmayer  | Julia Hofbauer      |
| 2012 | Wien | Robert Fazekas (HUN)    | Martin Schiller           | Stefan Dumitrica     | Sonja Spendelhofer  |
| 2011 | Wien | David Frey (GER)        | Gerhard Zillner           | Franz Kastenberger   | Sonja Spendelhofer  |
| 2010 | Wien | David Frey (GER)        | Martin Schiller           | Franz Kastenberger   | Sonja Spendelhofer  |
| 2009 | Wien | nicht stattgefunden     | Martin Schiller           | Lukas Prettenthaler  | Sonja Spendelhofer  |
| 2008 | Wien | nicht stattgefunden     | Martin Schiller           | Robert Katzenbeisser | Sonja Spendelhofer  |
| 2007 | Wien | nicht stattgefunden     | Georg Kepplinger          | Robert Katzenbeisser | Sonja Spendelhofer  |
| 2006 | Wien | nicht stattgefunden     | Ralf Ber                  | Robert Katzenbeisser | Sonja Spendelhofer  |
| 2005 | Wien | nicht stattgefunden     | Ralf Ber                  | nicht stattgefunden  | Julia Siart         |

Schweiz:
| Jahr | Ort       | Männer A-Heavys  | Frauen                    |
| ---- | --------- | ---------------- | ------------------------- |
| 2012 | St. Ursen | Daniel Stämpfli  | Irène Stritt-Lustenberger |
| 2011 | St. Ursen | Daniel Schmocker | Irène Stritt-Lustenberger |
| 2010 | St. Ursen | Gery Rubin       | Irène Stritt-Lustenberger |
| 2009 | St. Ursen | Christoph Stritt | kein Wettkampf            |
| 2008 | St. Ursen | Christoph Stritt | Irène Stritt-Lustenberger |
| 2007 | St. Ursen | Peter Michel     | Irène Stritt Lustenberger |
| 2006 | St. Ursen | Markus Maire     | Franziska Hayoz           |
| 2005 | St. Ursen | Peter Michel     | Nancy Wagner              |
| 2004 | St. Ursen | Pascal Bächler   | kein Wettkampf            |
| 2003 | St. Ursen | Pascal Bächler   | kein Wettkampf            |